# Burg Lengsfeld
Die Burg Lengsfeld war eine im Mittelalter errichtete Befestigungsanlage im Feldatal, am Stadtrand von Stadtlengsfeld im Wartburgkreis in  Thüringen.

## Lage
Die baulichen Reste der mächtigen Wasserburg befinden sich im Westen der historischen Ortslage von Stadtlengsfeld und wurden später auch Teil der Stadtbefestigung. Die ursprüngliche Anlage lag in einer geschützten Lage inmitten der Talaue der Felda.

## Geschichte

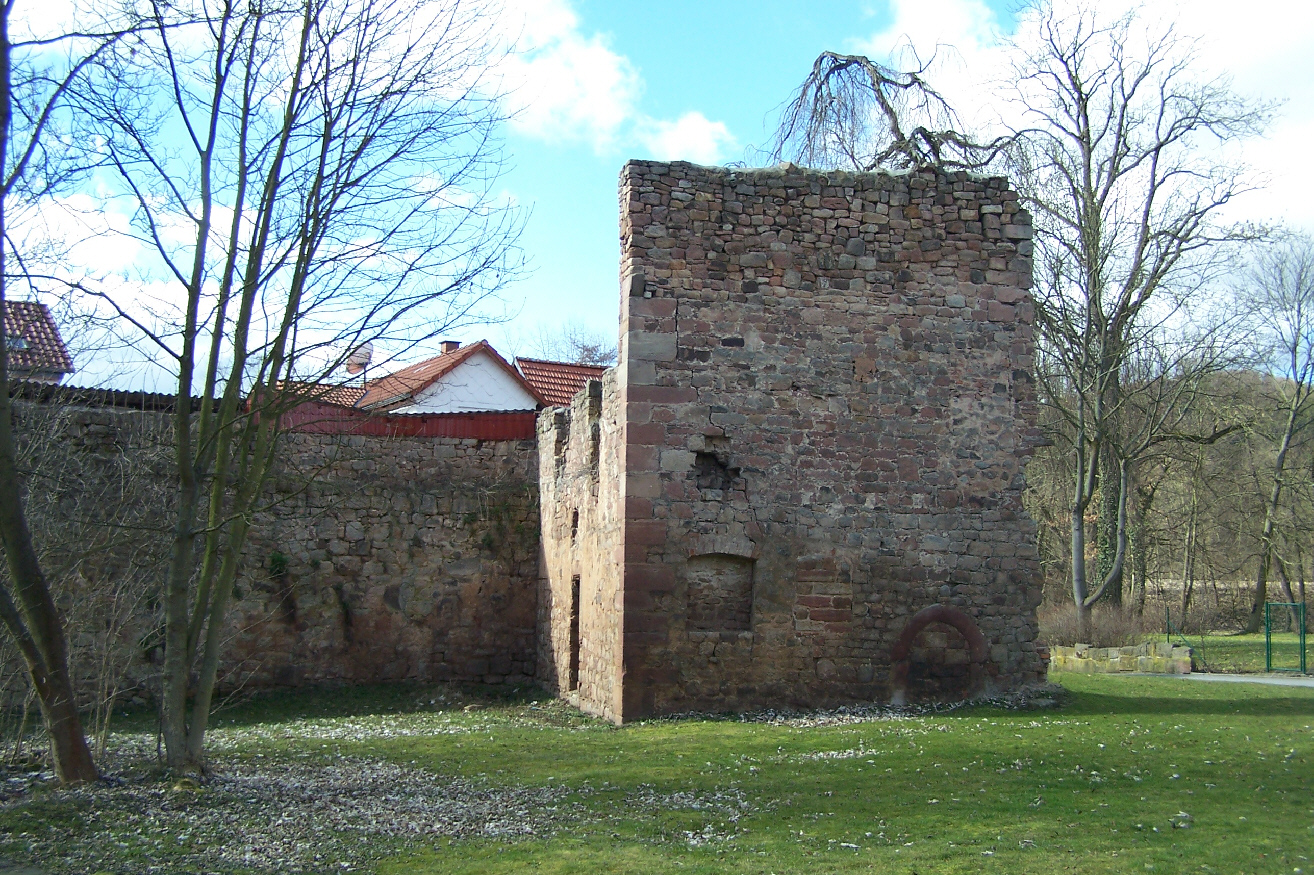
Älteste Baureste an der Südwestecke der Anlage

### Gründung der Burg um 1125
Zum Schutz ihrer zahlreichen Besitzungen im Feldatal wurde in der Zeit um 1125 der Bau der Burg Lengsfeld durch das Kloster Hersfeld veranlasst, sie war zugleich eine weitere Burganlage der Dynasten von Frankenstein, welche als Schutzvögte des Klosters in der Rhön und im Werratal auftraten. Als Burgmannen von Lengsfeld sind die Herren von Lengsfeld zu benennen, diese gehörten als Ministerialen zum Dienstadel der Frankensteiner.

### Übernahme durch Kloster Fulda um 1300
Den raschen Niedergang der Frankensteiner im 13. Jahrhundert nutzte das Kloster Fulda um sein Territorium auf das Feldatal auszuweiten. Abt und Konvent zu Fulda überlassen 1235 gegen Rückgabe der bisher von Sibodo von Frankenstein zu Lehen getragenen Burg Lengsfeld dem Deutschen Orden Seelheim mit dem Officium. 1265 wurde die Stammburg Frankenstein von Abt Bertho II. von Fulda belagert und teilweise zerstört, 1295 gelang dies ebenfalls König Adolf von Nassau, wobei die Burg wohl erneut schwer beschädigt wurde. In der Folge tauscht Ludwig von Frankenstein Burg und Siedlung Lengsfeld mit dem Abt Heinrich und erhält dafür die Wasserburg Neuhof bei Fulda. Zugleich blieb Ludwig von Frankenstein, nun als Erbburgmann der Fuldaer, an der Lengsfelder Burg beteiligt. Schon 1308 erfolgte eine Verpfändung der Besitzungen im Feldatal auf zehn Jahre (Frankensteiner Abkommen mit Abt Heinrich von Fulda), 1317–1318 verkauft Ludwig von Frankenstein die Dörfer Haynau und Waldsassen im Burgbezirk von Lengsfeld, ferner Untersuhl und Ottershausen sowie Einkünfte am  Gericht Dermbach.

### Ausbau zur Ganerben-Burg

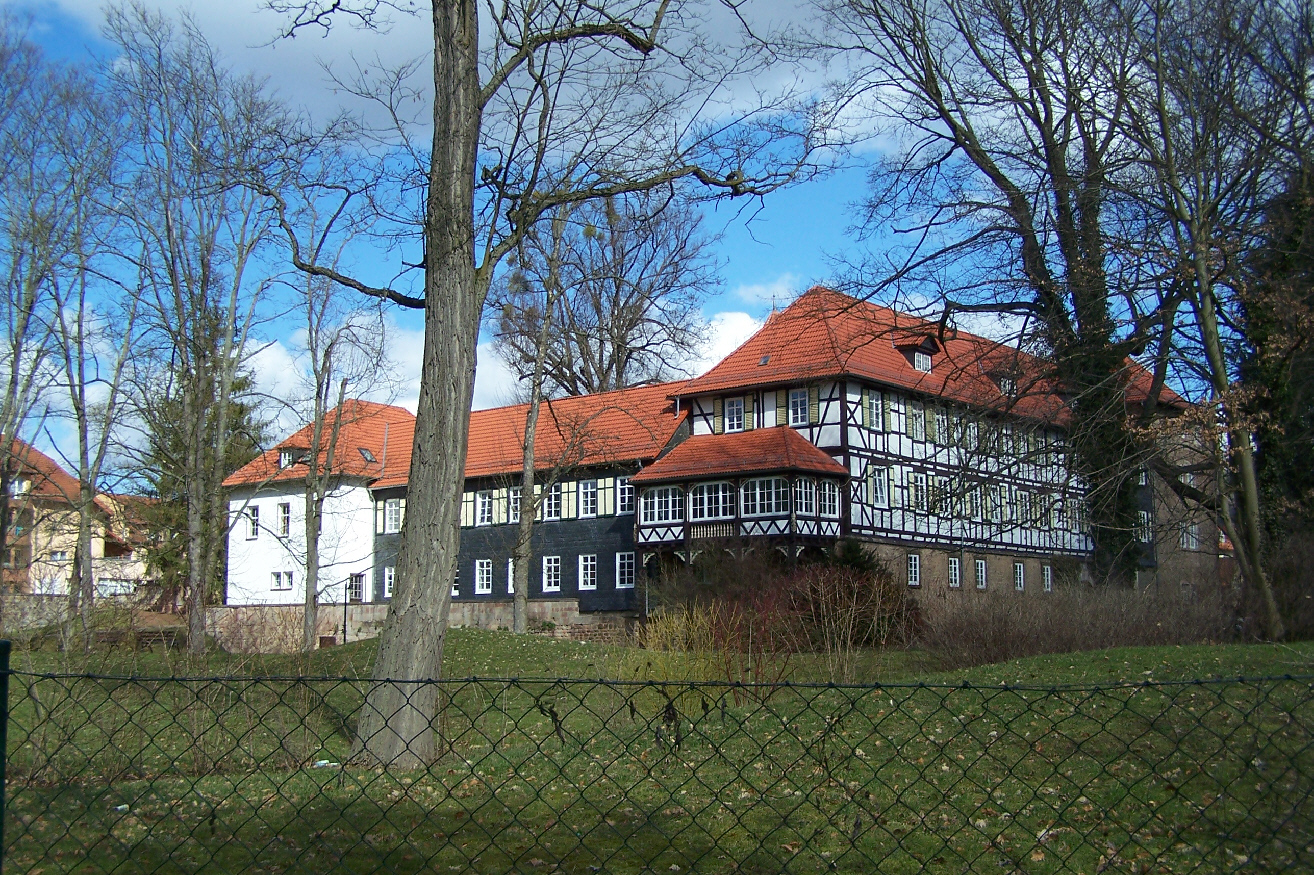
Ansicht von Südwesten (2009)

Im 14. Jahrhundert erweiterten die Fuldaer Äbte die Burg Lengsfeld beträchtlich. Am Platz der ursprünglichen Burganlage entstanden nun vier, von einer gemeinsamen Umfassungsmauer und dem  Wassergraben geschützte Burgbezirke, die stets an verschiedene Burgmannenfamilien ausgegeben wurden. Die Fuldaer Äbte überführten so die Burganlage in eine Ganerbenburg. Zusätzlich zogen auf Betreiben der Fuldaer Äbte weitere Ritter in die 1359 als Marktsiedlung privilegierte Ortschaft Lengsfeld und erbauten dort befestigte Burgsitze. Sinn dieser Politik war es wohl, diese wichtige Burg an möglichst viele Teilhaber zu geben, um sie an sich zu binden und die Vorherrschaft einer Familie zu unterbinden.           
Als Ganerben in Lengsfeld werden erwähnt:
- Apel von Reckrodt und dessen Erben
- Dizel Schade von Leipolds
- Paul von Herbilstadt (ab 1339)
- Ditzel von Pferdsdorf (ab 1339);

als Burgmannen und Pfandinhaber werden erwähnt:
- von Bibra (1335)
- von Rannenberg (1335)
- von Blaufuss (1351)
- von Walrabe (1352)
- von Buttlar (1357)
- von Borsa (1361)
- von Taft (1444)

Aus der Vielzahl der beteiligten Parteien konnte sich erwartungsgemäß zunächst keine dieser Familien einen Vorteil verschaffen, Streitigkeiten um Verkauf und Tausch von Anteilen waren häufig. Zudem erhielten im 15. Jahrhundert Fuldas Rivalen, die Grafen von Henneberg und die Thüringer Landgrafen, durch geschicktes Paktieren mit einzelnen Familien eigene Rechte an der Burg, diese versuchte Fulda zwar mit harter Hand abzuwehren, was schließlich zum Abfall der meisten Ganerben von Fulda führte, die sich mehrheitlich an die Grafen von Henneberg annäherten.

### Die Boineburger erwerben Burg Lengsfeld

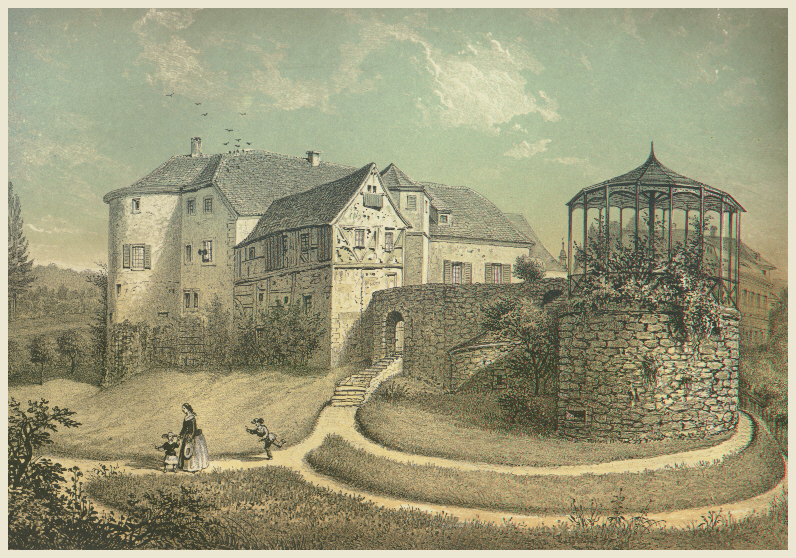
Ansicht der Westseite der Burg (um 1850)

Der Hofmarschall des Fürstabtes von Fulda, Phillip von Herda, hatte 1444 ein erstes Burggut in Lengsfeld aufgekauft und war durch weitere Zukäufe rasch zum größten Grundbesitzer in Lengsfeld aufgestiegen, er nutzte dabei verwandtschaftliche Beziehungen zum Abt und konnte so seine Erwerbspläne ungehindert umsetzen. Über dessen Enkeltochter gelangte der größte Teil der Lengsfelder Besitzungen durch Heirat an den landgräflich hessischen Hofrichter Ludwig I. von Boyneburg zu Gerstungen, dieser war einer der einflussreichsten Männer der hessischen Landgrafschaft und mehrfach als Diplomat im kaiserlichen Auftrag tätig. In gleicher Weise folgt ihm sein Sohn, Georg von Boineburg, der als Dank für seine Verdienste 1548 auch die Stadtrechte für Lengsfeld von Kaiser Karl V. erwirkte.

### Bauernkrieg
Der Ritter Rudolph von Boyneburgk auf Schloss Gerstungen war zeitgleich Pfandbesitzer des angrenzenden Amtes Frauensee mit der Krayenburg. Während des Bauernkrieges entstand aus aufständischen Bauern und Handwerkern der Werrahaufen, dieser zog 1525 durch das Feldatal vor die Städte Salzungen, Vacha und Kaltennordheim. Die Befehlshaber und Besatzungen der Burgen übergaben diese meist kampflos, so auch bei Schloss Lengsfeld vermerkt.

### Die Boineburger Ganerbschaft

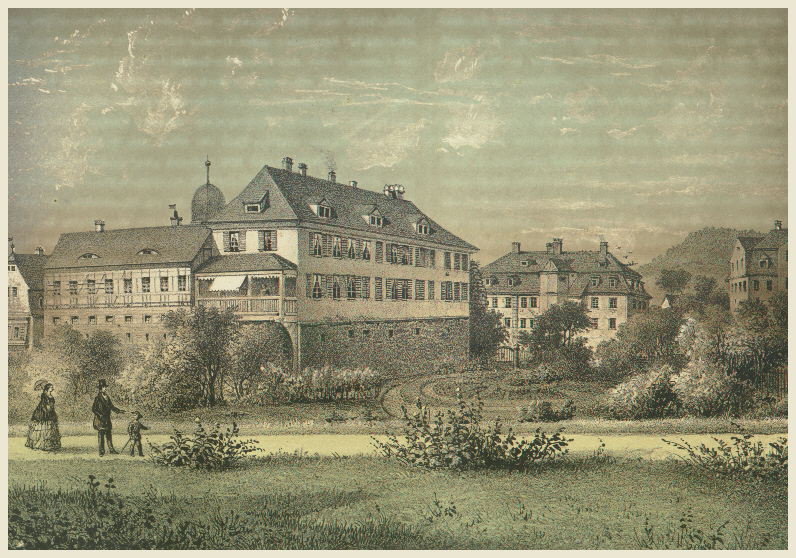
Das Boineburgsche Schloss (um 1850)

Ab 1600 begannen erneut umfangreiche Erneuerungen und Umbauten, welche einzelne Hauptgebäude des Schlosses verändern. Die einzelnen Bereiche der Burg und die im Umland in Weilar, Gehaus, und anderen Orten vorhandenen Wirtschaftshöfe und Schlösser wurden bei jedem Erbgang auf die Familienzweige verteilt, diese bildeten innerhalb der Burg Lengsfeld wiederum eine Ganerbschaft.
Während des Dreißigjährigen Krieges wurde auch Schloss Lengsfeld mehrfach eingenommen, die beiden südlichen Wohnstätten und Wirtschaftsgebäude brannten dabei völlig aus, auch die Burghöfe in der Stadt wurden ausgeplündert.  
Bereits mit der Einführung der Reformation versuchten die Fuldaer Äbte ihre Besitzungen im Feldatal zu retten und die Boineburger zu vertreiben, es gelang den Boineburgern wegen der Unterstützung der Grafen von Henneberg und der Landgrafen von Hessen sowie auf diplomatischen Weg geschickt alle Manöver der Fuldaer abzuwehren. Im 19. Jahrhundert endete zudem die Herrschaft der Fuldaer Fürstäbte und die inzwischen zu Reichsfreiherren aufgestiegenen Boineburger blieben in ihrem Besitz bestätigt.

### Umbau zum Schloss
Zu Beginn des 19. Jahrhunderts begann die Entfestigung der Stadt und der Burganlage, die Wassergräben wurden zugeschüttet und ein Parkgelände angelegt, die Burg wurde zum Wohnschloss umgebaut. Bei einem Großfeuer brannte Stadtlengsfeld im Jahr 1878 zum größten Teil ab, hiervon waren wiederum die an die Stadt angrenzenden Wirtschaftshöfe und Teile des Schlosses mitbetroffen.

### Enteignung und Umnutzung in der DDR

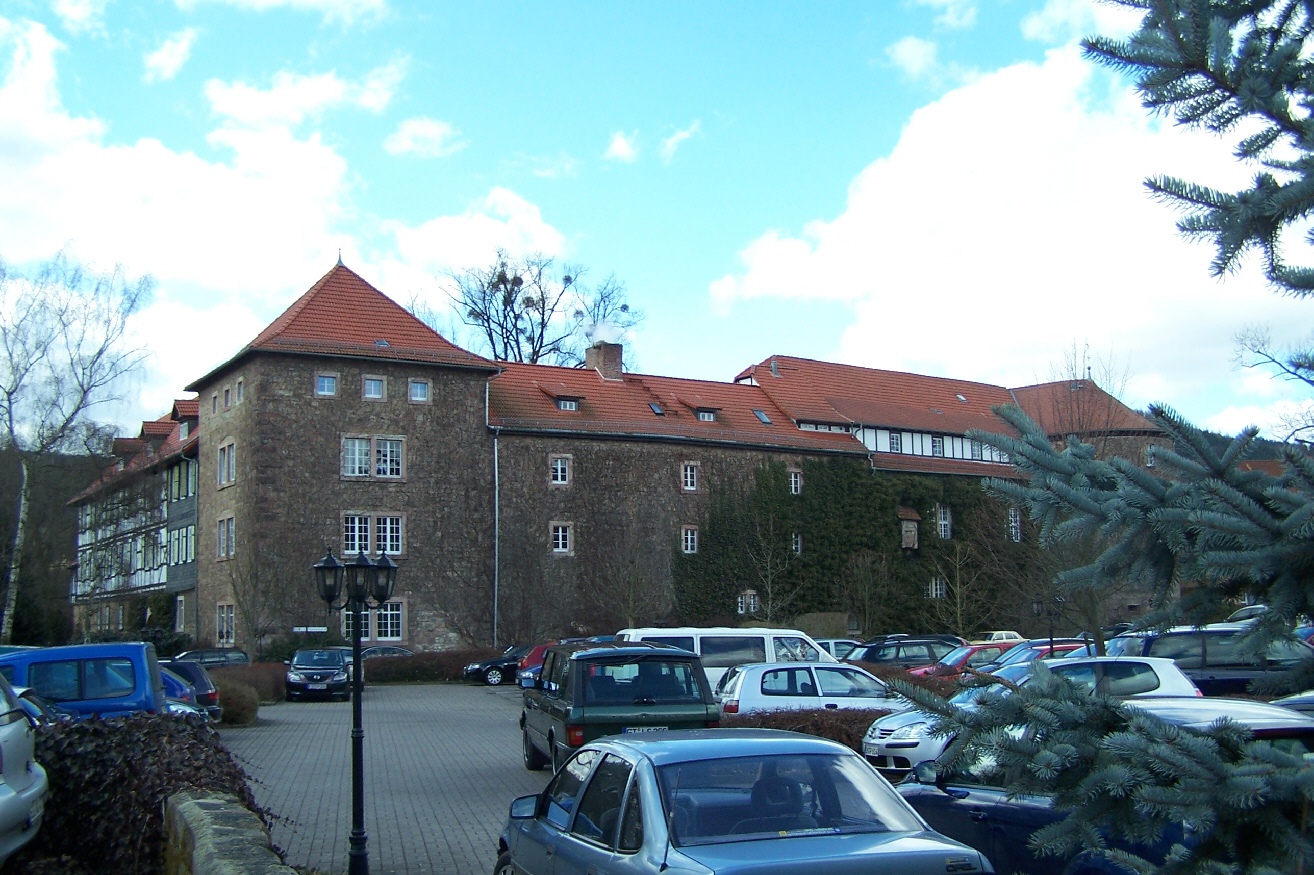
Ansicht von Nordosten (2009)

Nach dem Zweiten Weltkrieg wurden die Boineburger in Thüringen als Großgrundbesitzer enteignet und ihre Schlösser und Güter in Staatseigentum verwandelt. Das Lengsfelder Schloss wurde als Sanatorium eingerichtet und in dieser Funktion bis zur Wende genutzt.

## Heutige Situation und Nutzung
Die Schlossanlage ist ein ausgewiesenes Bau- und Bodendenkmal in Stadtlengsfeld und befindet sich im Privatbesitz. Die Gebäude wurden in den 1990er-Jahren schrittweise saniert. Heute befindet sich hier eine Klinik für psychotherapeutische und psychosomatische Rehabilitation der Dr. Becker Unternehmensgruppe.

## Bauliche Anlage

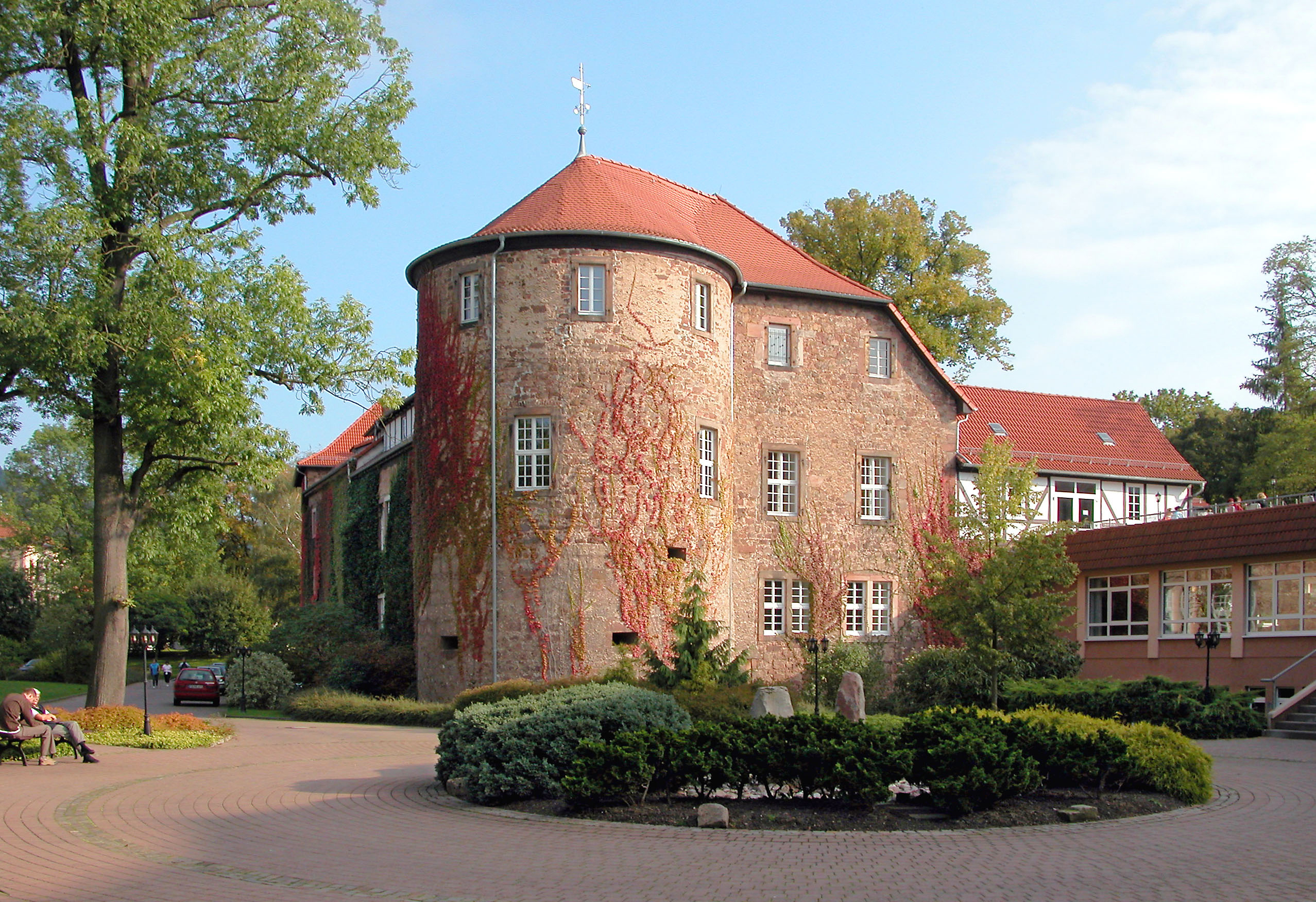
Burg/Schloss Lengsfeld von Nordwesten (2004)

Zu Anfang kann eine Turmhügelburg (Motte) mit Wassergraben  angenommen werden, welche die Herrn von Lengsfeld im Auftrag der Frankensteiner errichteten und bewohnt haben. Unter den Fuldaer Äbten wurde die Burganlage beträchtlich erweitert, indem eine kastellartige Anlage mit vier separaten Burgbezirken errichtet wurde. Jeder Burgbezirk war durch einen zugehörigen Wehrturm geschützt und hatte mehrgeschossige Wohngebäude.
Über den baulichen Zustand dieser Burg in der Mitte des 19. Jahrhunderts informiert die vom damaligen Besitzer verfasste detaillierte Beschreibung: 

„Dieses Schloss liegt am Westende des Städtchens, ein grosses unregelmässiges Viereck bildend, dessen vier Seiten (jede 150–160 Fuss lang) ehemals vier verschiedene Burgen umschlossen, die an ihren Endpunkten nach Westen von zwei grossen, drei Stockwerk hohen runden Thürmen und nach Nordosten von einem 4eckigen Thurme flankirt wurden. Das Eingangsthor nach Osten, ehemals durch ein Fallthor und ein Rondel vertheidigt, war überbaut mit der Schlosskapelle, deren zierlicher mit Fialen gekrönter Giebel die Burgsitze rechts und links trennte, wie uns ein nach dem 30jährigen Kriege ausgeführtes Oelgemälde zeigt. Davor lag die ausgedehnte Vorburg oder das Vorwerk mit weiten ökonomischen Räumen. Damals schon lag jener 4eckige hohe Thurm, ein Ueberrest des ältesten Schlosses und ein Theil der Seitenwände nach Ost und Süd in Ruinen – obgleich das unterirdische Gewölbe zum Kriminalgefängniss diente. Der südwestliche runde Thurm, der Mittelpunkt eines besonderen Burgsitzes, ist fast ganz abgetragen, auch die Kapelle und das Rondel am Thor sind nicht mehr vorhanden. Der Wassergraben, welcher 60 Fuss breit das Schloss rings umgab und an der Ostseite von einem gemauerten Wall geschützt war, ist ausgefüllt und in anmuthige weitausgedehnte Gartenanlagen verwandelt worden. Die beiden ehemals getrennten, jetzt verbundenen Burgsitze der Ostseite gehörten dem ältesten Bau an, werden aber jetzt die neue Burg genannt.“